# Arcidiocesi di Piura
L'arcidiocesi di Piura (in latino Archidioecesis Piurensis) è una sede metropolitana della Chiesa cattolica in Perù. Nel 2021 contava 1.659.394 battezzati su 1.843.772 abitanti. La sede è vacante.

## Territorio
L'arcidiocesi comprende le regioni peruviane di Piura e di Tumbes.
Sede arcivescovile è la città di Piura, dove si trova la cattedrale di San Michele arcangelo.
Il territorio è suddiviso in 50 parrocchie, raggruppate in 6 vicariati.

### Provincia ecclesiastica
La provincia ecclesiastica di Piura, istituita nel 1966, comprende 4 suffraganee:
- la diocesi di Chachapoyas, eretta con il nome di Maynas il 28 maggio 1803, modificato in quello attuale il 2 giugno 1843;
- la prelatura territoriale di Chota, eretta il 7 aprile 1963;
- la diocesi di Chulucanas, eretta il 4 marzo 1964;
- la diocesi di Chiclayo, eretta il 17 dicembre 1956.

## Storia
La diocesi di Piura fu eretta il 29 febbraio 1940 con la bolla Ad christianae plebis di papa Pio XII, ricavandone il territorio dalla diocesi di Trujillo (oggi arcidiocesi). Originariamente era suffraganea dell'arcidiocesi di Lima.
Il 23 maggio 1943 entrò a far parte della provincia ecclesiastica dell'arcidiocesi di Trujillo.
Il 5 giugno dello stesso anno papa Pio XII istituì il capitolo della cattedrale con la bolla Quo sollemnior.
L'11 aprile 1948 fu inaugurato il seminario diocesano, oggi dedicato a san Domenico Savio.
Il 4 marzo 1964 cedette una porzione del suo territorio a vantaggio dell'erezione della prelatura territoriale di Chulucanas (oggi diocesi).
Il 30 giugno 1966 è stata elevata al rango di arcidiocesi metropolitana con la bolla Sic ut paterfamilias di papa Paolo VI.

## Cronotassi dei vescovi
Si omettono i periodi di sede vacante non superiori ai 2 anni o non storicamente accertati.
- Fortunato Chirichigno Pontolido, S.D.B. † (27 gennaio 1941 - 2 gennaio 1953 deceduto)
- Federico Pérez Silva, C.M. † (1953 - 15 giugno 1957 nominato arcivescovo di Trujillo)
- Carlos Alberto Arce Masías † (6 febbraio 1959 - 6 gennaio 1963 deceduto)
- Erasmo Hinojosa Hurtado † (6 gennaio 1963 succeduto - 6 agosto 1977 deceduto)
- Fernando Vargas Ruiz de Somocurcio, S.I. † (18 gennaio 1978 - 26 settembre 1980 nominato arcivescovo di Arequipa)
- Óscar Rolando Cantuarias Pastor † (9 settembre 1981 - 11 luglio 2006 ritirato)
- José Antonio Eguren Anselmi, S.C.V. (11 luglio 2006 - 2 aprile 2024 dimesso)

## Statistiche
L'arcidiocesi nel 2021 su una popolazione di 1.843.772 persone contava 1.659.394 battezzati, corrispondenti al 90,0% del totale.
| anno | popolazione | popolazione | popolazione | presbiteri | presbiteri | presbiteri | presbiteri                | diaconi | religiosi | religiosi | parrocchie |
| anno | battezzati  | totale      | %           | numero     | secolari   | regolari   | battezzati per presbitero | diaconi | uomini    | donne     | parrocchie |
| ---- | ----------- | ----------- | ----------- | ---------- | ---------- | ---------- | ------------------------- | ------- | --------- | --------- | ---------- |
| 1950 | 498.960     | 500.000     | 99,8        | 43         | 22         | 21         | 11.603                    |         | 38        | 67        | 24         |
| 1965 | 900.000     | ?           | ?           | 55         | 19         | 36         | 16.363                    |         | 74        | 121       | 34         |
| 1970 | 531.891     | 590.990     | 90,0        | ?          | ?          | ?          | ?                         |         | ?         | ?         | 40         |
| 1976 | 526.409     | 637.334     | 82,6        | 96         | 51         | 45         | 5.483                     | 4       | 65        | 88        | 45         |
| 1980 | 750.000     | 780.000     | 96,2        | 51         | 36         | 15         | 14.705                    |         | 29        | 88        | 44         |
| 1990 | 922.000     | 950.000     | 97,1        | 96         | 55         | 41         | 9.604                     |         | 55        | 156       | 44         |
| 1999 | 1.220.000   | 1.262.000   | 96,7        | 73         | 51         | 22         | 16.712                    | 1       | 32        | 199       | 45         |
| 2000 | 1.224.487   | 1.262.753   | 97,0        | 82         | 55         | 27         | 14.932                    |         | 40        | 185       | 47         |
| 2001 | 1.250.448   | 1.302.551   | 96,0        | 85         | 57         | 28         | 14.711                    |         | 39        | 176       | 50         |
| 2002 | 1.250.448   | 1.302.551   | 96,0        | 88         | 60         | 28         | 14.209                    |         | 39        | 210       | 50         |
| 2003 | 1.250.448   | 1.302.551   | 96,0        | 99         | 68         | 31         | 12.630                    |         | 41        | 178       | 50         |
| 2004 | 1.250.448   | 1.302.551   | 96,0        | 93         | 62         | 31         | 13.445                    |         | 43        | 167       | 50         |
| 2013 | 1.416.280   | 1.573.644   | 90,0        | 103        | 64         | 39         | 13.750                    |         | 64        | 176       | 50         |
| 2016 | 1.502.968   | 1.669.963   | 90,0        | 109        | 70         | 39         | 13.788                    |         | 55        | 181       | 50         |
| 2019 | 1.594.959   | 1.772.177   | 90,0        | 110        | 70         | 40         | 14.499                    |         | 61        | 150       | 50         |
| 2021 | 1.659.394   | 1.843.772   | 90,0        | 110        | 70         | 40         | 15.085                    |         | 54        | 167       | 50         |